# Xijin Jushi
Xijin Jushi ou Hsi-Chin Chü-Shih ou Si-Kin Kiu-Che (西金居士), de son vrai nom: Jin Dashou (金大受) peintre chinois des XIIe – XIIIe siècles. Ses dates de naissance et de décès, ainsi que ses origines, ne sont pas connues. 

## Biographie
Son nom Xijin Jushi provient de sources japonaises. Il est actif à Ningbo (ville portuaire située au nord-est de la province du Zhejiang en Chine) à la fin de la dynastie des Song du Sud (1127-1279). Xijin est un peintre de figures bouddhiques selon les quelques renseignements connus de son activité. Il passe la plus grande partie de sa vie dans la ville de Qingyuan (ville de la province du Guangdong au Zhejiang, dans un endroit appelé Cheqiao en Chine.

## Musées
- Berlin (Staatliche Museen):
  - Deux portraits d'ahrat, signé, même série que ceux du musée de Tōkyō.
- Boston (Mus. of Fine Arts):
  - Quatre rois des Enfers: Chujiang, Songdi, Biancheng et Dushi.
- New York: (Metropolitan Museum of Art):
  - Cinq rois des Enfers, même série que ceux du musée de Boston.
- Tōkyō  (Nat. Mus.):
  - Dix portraits d'ahras, couleurs sur soie, d'une série de seize, signé.